# ГЕС-ГАЕС Ланзада
ГЕС-ГАЕС Ланзада (італ. centrale de Lanzada) — гідроелектростанція на півночі Італії. Розташована між ГЕС Кампо-Моро та ГЕС Сондріо, входить до складу каскаду на річці Лантерна (ліва притока Адди, яка через По належить до басейну Адріатичного моря), що дренує південний схил гірського хребта Берніна.
Відпрацьована на станції Кампо-Моро вода потрапляє до однойменного водосховища об'ємом 11 млн м3. Його створили за допомогою двох гребель — арково-гравітаційної висотою 96 метрів та довжиною 180 метрів і кам'яно-накидною висотою 35 м та довжиною 160 м. Від сховища через лівобережний гірський масив прокладено дериваційний тунель довжиною 8 км, який отримує додатковий ресурс із Campagneda, Prabello та Antognasco. На завершальному етапі тунель переходить у два напірні водоводи довжиною по 1,5 км.
Споруджений на лівому березі Лантерни машинний зал обладнано трьома турбінами типу Пелтон потужністю по 70 МВт, які при напорі у 1000 метрів забезпечують виробництво 280 млн кВт·год електроенергії на рік. Відпрацьована вода відводиться до нижнього балансуючого резервуара, з якого спрямовується на нижній ступінь каскаду ГЕС Сондріо.
В 1962 році станції надали можливість додатково виконувати функцію гідроакумуляції, для чого встановили два насоси потужністю по 27,5 МВт, які забезпечують підйом води з нижнього резервуара на висоту 1009 метрів.